# 剛毛

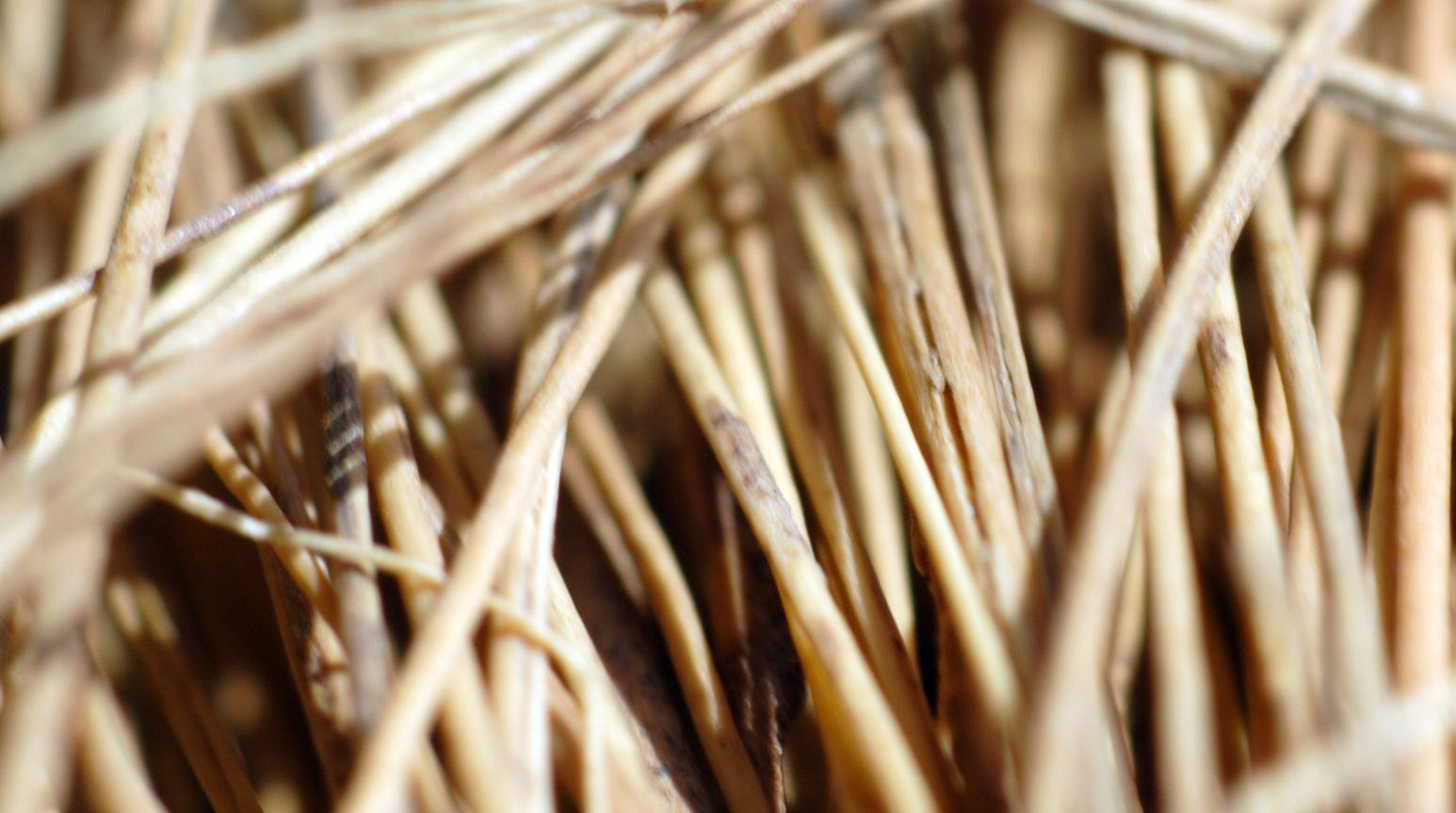
掃除ブラシ

剛毛（ごうもう、英語: bristle）とは、ブタなどの動物や植物、またはブラシやほうきなどの道具に生えている硬い毛や羽毛（天然・人工）のことである。

## 合成素材タイプ

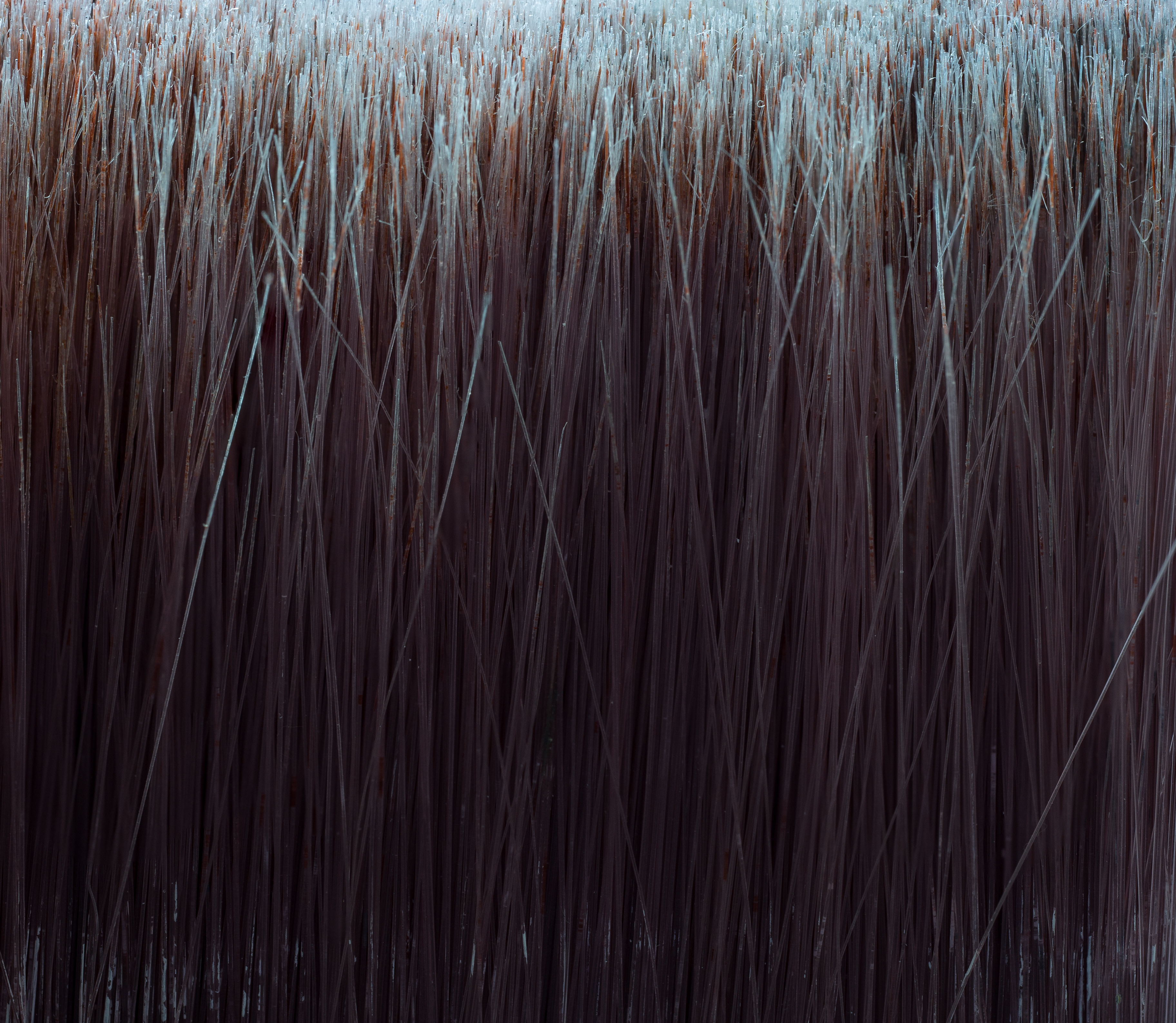
油絵筆の毛の拡大写真

ナイロンなどの合成素材も、ほうきや掃除機などの毛の材料として使用されている。歯ブラシやトイレブラシなど、清掃用のブラシには、強い研磨力を持つ剛毛がよく使われている。剛毛ブラシやたわしは、家庭のキッチンで一般的な掃除道具で、鍋やフライパンの汚れや油汚れを落とすのによく使われる。一方で、剛毛は、清掃用以外のブラシ、特に絵筆にも使用されている。
剛毛の形状は、フラグ状（毛先が割れて、ふさふさしているもの）と非フラグ状のものがあり、これらは群生毛（flocked bristles）、非群生毛（unflocked bristles）とも呼ばれる。清掃用途では、フラグ状は乾いたところの場所に、非フラグ状は濡れた場所に適している（フラグ状は濡れると毛先が汚れ、毛羽立ちが発生するため）。
絵画では、フラグ状の方が均一に塗ることができる。

## 自然界

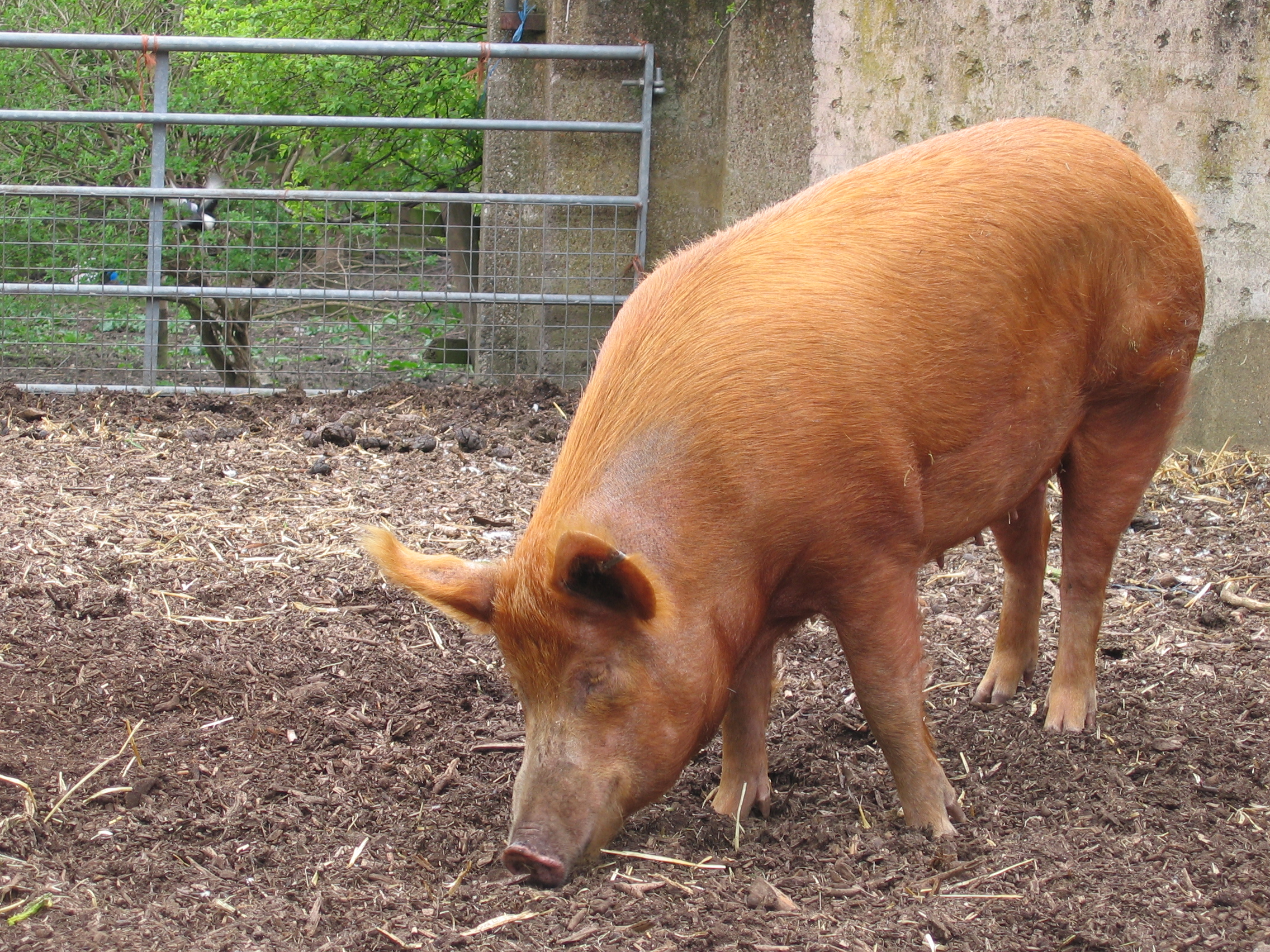
Mudchute farm pig side

剛毛は、毛皮とは異なり、ブタのような品種で見られるものである。ただし、毛皮に比べて密度が低いため、豚は日焼けに弱い。一方で、豚のタムワース種という品種は、毛の密度が非常に高いので、日焼けによる皮膚へのダメージを最小限に抑えることができる。
剛毛（bristle）の名前がついた動物には、
- ヒゲムシクイ（bristlebird）
- ハリモモチュウシャク（bristle-thighed curlew）
- ホソオヤマアラシ（英語版）（Bristle-spined rat）
- トリニティブリストルカタツムリ（英語版）（Trinity bristle snail）

などがいる。
また、剛毛は毛虫などのワームが移動する際に土に体を固定する役割を担う。